# 柏崎市消防本部
柏崎市消防本部（かしわざきししょうぼうほんぶ）は、新潟県柏崎市の消防部局（消防本部）。管轄区域は柏崎市、刈羽郡刈羽村及び三島郡出雲崎町の全域。刈羽村及び出雲崎町は柏崎市に常備消防事務を委託している。

## 概要
- 消防本部：柏崎市三和町8-51
- 管内面積：513.36km2
- 職員定数：142人
- 消防署1カ所、分遣所4カ所
- 主力機械（2023年4月1日現在）
  - 消防ポンプ自動車：7
  - 水槽付消防ポンプ自動車：1
  - 小型動力ポンプ付水槽車：1
  - 化学消防ポンプ自動車：2
  - 梯子消防自動車：2
  - 救助工作車：1
  - 救急自動車：6
  - 人員搬送車：1
  - 指揮車：1
  - 火災原因調査車：1
  - 資機材搬送車：2
  - 支援車：1
  - 広報車：1

## 沿革
- 1949年7月1日　柏崎市消防本部及び消防署を開設する。
- 1965年6月　本格的な救急業務を開始する。
- 1970年7月　消防本部及び消防署庁舎を新築し移転する。旧庁舎を西本町分署に改称する。
- 1971年4月1日　柏崎市、刈羽郡北条町、高柳町、刈羽村、西山町及び三島郡出雲崎町の1市4町1村により新潟県柏崎地域消防事務組合を設立する。
- 1971年5月1日　北条町が柏崎市に編入合併する。
- 1971年7月　西本町分署を第1分遣所に改称する。
- 1972年3月　第2分遣所を開設する。
- 1972年5月　第3分遣所を開設する。
- 1976年4月　新潟県柏崎地域消防事務組合を解散し、一部事務組合である新潟県柏崎地域広域事務組合を設立のうえ消防事務を実施する。
- 1979年4月　柏崎地域の消防事務に刈羽郡小国町が加入する。
- 1980年4月　第4分遣所を開設する。
- 1980年9月　第5分遣所を開設する。
- 1983年8月　第1分遣所を西本町分遣所に、第2分遣所を出雲崎分遣所に、第3分遣所を高柳分遣所に、第4分遣所を小国分遣所に、第5分遣所を西山分遣所に改称する。
- 1996年1月　初の高規格救急車を消防署に配備する。（1996年3月より運用開始）
- 2005年3月31日　小国町が長岡市への編入合併に伴い、新潟県柏崎地域広域事務組合から脱退する。
- 2005年5月1日　西山町及び高柳町が柏崎市に編入合併する。新潟県柏崎地域広域事務組合を解散し、柏崎市消防本部及び柏崎市消防署を開設する。
- 2007年7月16日　新潟県中越沖地震が発生する。

## 組織
- 本部 - 総務課、予防課
- 消防署

## 消防署
| 消防署       | 住所             | 分遣所 |
| ------------ | ---------------- | --- |
| 柏崎市消防署 | 柏崎市三和町8-51 | 西本町：柏崎市西本町3-2-37 高柳：柏崎市高柳町岡野町1770-1 西山：柏崎市西山町北野1254-2 出雲崎：出雲崎町大字川西137-5 |